# توماس مولر (اسکی‌باز)
توماس مولر (انگلیسی: Thomas Müller؛ زادهٔ ۵ مارس ۱۹۶۱) سکی‌باز نوردیک اهل آلمان بود.